# Liens de parenté entre Élisabeth II et Philip Mountbatten
Philip Mountbatten et son épouse la reine Élisabeth II sont cousins issus de germains.
|                                                                      |                                                                      |                                                                      |                                                                      |                                                                      |                                                                      |                                             |                                             |                                             |                                             |                                                                |                                                                | Christian IX, Roi de Danemark (1818-1906)                      | Christian IX, Roi de Danemark (1818-1906)                      | Christian IX, Roi de Danemark (1818-1906)                      | Christian IX, Roi de Danemark (1818-1906)                      | Christian IX, Roi de Danemark (1818-1906)                | Christian IX, Roi de Danemark (1818-1906)                |                                                          |                                                          |  |  |  |  |  |  |  |  |  |  |                                             |                                             | Louise de Hesse-Cassel, Princesse de Hesse (1817-1898)   | Louise de Hesse-Cassel, Princesse de Hesse (1817-1898)   | Louise de Hesse-Cassel, Princesse de Hesse (1817-1898)                                 | Louise de Hesse-Cassel, Princesse de Hesse (1817-1898)                            | Louise de Hesse-Cassel, Princesse de Hesse (1817-1898)                            | Louise de Hesse-Cassel, Princesse de Hesse (1817-1898)                            |                                                                                   |                                                                                   |                                                                          |                                                                          |                                                                          |                                                                          |                                                                             |                                                                             |                                                                             |                                                                             |                                                                             |                                                                             |  |  |
|                                                                      |                                                                      |                                                                      |                                                                      |                                                                      |                                                                      |                                             |                                             |                                             |                                             |                                                                |                                                                | Christian IX, Roi de Danemark (1818-1906)                      | Christian IX, Roi de Danemark (1818-1906)                      | Christian IX, Roi de Danemark (1818-1906)                      | Christian IX, Roi de Danemark (1818-1906)                      | Christian IX, Roi de Danemark (1818-1906)                | Christian IX, Roi de Danemark (1818-1906)                |                                                          |                                                          |  |  |  |  |  |  |  |  |  |  |                                             |                                             | Louise de Hesse-Cassel, Princesse de Hesse (1817-1898)   | Louise de Hesse-Cassel, Princesse de Hesse (1817-1898)   | Louise de Hesse-Cassel, Princesse de Hesse (1817-1898)                                 | Louise de Hesse-Cassel, Princesse de Hesse (1817-1898)                            | Louise de Hesse-Cassel, Princesse de Hesse (1817-1898)                            | Louise de Hesse-Cassel, Princesse de Hesse (1817-1898)                            |                                                                                   |                                                                                   |                                                                          |                                                                          |                                                                          |                                                                          |                                                                             |                                                                             |                                                                             |                                                                             |                                                                             |                                                                             |  |  |
|                                                                      |                                                                      |                                                                      |                                                                      |                                                                      |                                                                      |                                             |                                             |                                             |                                             |                                                                |                                                                |                                                                |                                                                |                                                                |                                                                |                                                          |                                                          |                                                          |                                                          |  |  |  |  |  |  |  |  |  |  |                                             |                                             |                                                          |                                                          |                                                                                        |                                                                                   |                                                                                   |                                                                                   |                                                                                   |                                                                                   |                                                                          |                                                                          |                                                                          |                                                                          |                                                                             |                                                                             |                                                                             |                                                                             |                                                                             |                                                                             |  |  |
|                                                                      |                                                                      |                                                                      |                                                                      |                                                                      |                                                                      |                                             |                                             |                                             |                                             |                                                                |                                                                |                                                                |                                                                |                                                                |                                                                |                                                          |                                                          |                                                          |                                                          |  |  |  |  |  |  |  |  |  |  |                                             |                                             |                                                          |                                                          |                                                                                        |                                                                                   |                                                                                   |                                                                                   |                                                                                   |                                                                                   |                                                                          |                                                                          |                                                                          |                                                                          |                                                                             |                                                                             |                                                                             |                                                                             |                                                                             |                                                                             |  |  |
| Olga Constantinovna de Russie, Grande-Duchesse de Russie (1851-1926) | Olga Constantinovna de Russie, Grande-Duchesse de Russie (1851-1926) | Olga Constantinovna de Russie, Grande-Duchesse de Russie (1851-1926) | Olga Constantinovna de Russie, Grande-Duchesse de Russie (1851-1926) | Olga Constantinovna de Russie, Grande-Duchesse de Russie (1851-1926) | Olga Constantinovna de Russie, Grande-Duchesse de Russie (1851-1926) |                                             |                                             |                                             |                                             |                                                                |                                                                | Georges Ier, Roi des Hellènes (1845-1913)                      | Georges Ier, Roi des Hellènes (1845-1913)                      | Georges Ier, Roi des Hellènes (1845-1913)                      | Georges Ier, Roi des Hellènes (1845-1913)                      | Georges Ier, Roi des Hellènes (1845-1913)                | Georges Ier, Roi des Hellènes (1845-1913)                |                                                          |                                                          |  |  |  |  |  |  |  |  |  |  |                                             |                                             | Alexandra de Danemark, Princesse de Danemark (1844-1925) | Alexandra de Danemark, Princesse de Danemark (1844-1925) | Alexandra de Danemark, Princesse de Danemark (1844-1925)                               | Alexandra de Danemark, Princesse de Danemark (1844-1925)                          | Alexandra de Danemark, Princesse de Danemark (1844-1925)                          | Alexandra de Danemark, Princesse de Danemark (1844-1925)                          |                                                                                   |                                                                                   |                                                                          |                                                                          |                                                                          |                                                                          | Édouard VII, Roi du Royaume-Uni de Grande-Bretagne et d'Irlande (1841-1910) | Édouard VII, Roi du Royaume-Uni de Grande-Bretagne et d'Irlande (1841-1910) | Édouard VII, Roi du Royaume-Uni de Grande-Bretagne et d'Irlande (1841-1910) | Édouard VII, Roi du Royaume-Uni de Grande-Bretagne et d'Irlande (1841-1910) | Édouard VII, Roi du Royaume-Uni de Grande-Bretagne et d'Irlande (1841-1910) | Édouard VII, Roi du Royaume-Uni de Grande-Bretagne et d'Irlande (1841-1910) |  |  |
| Olga Constantinovna de Russie, Grande-Duchesse de Russie (1851-1926) | Olga Constantinovna de Russie, Grande-Duchesse de Russie (1851-1926) | Olga Constantinovna de Russie, Grande-Duchesse de Russie (1851-1926) | Olga Constantinovna de Russie, Grande-Duchesse de Russie (1851-1926) | Olga Constantinovna de Russie, Grande-Duchesse de Russie (1851-1926) | Olga Constantinovna de Russie, Grande-Duchesse de Russie (1851-1926) |                                             |                                             |                                             |                                             |                                                                |                                                                | Georges Ier, Roi des Hellènes (1845-1913)                      | Georges Ier, Roi des Hellènes (1845-1913)                      | Georges Ier, Roi des Hellènes (1845-1913)                      | Georges Ier, Roi des Hellènes (1845-1913)                      | Georges Ier, Roi des Hellènes (1845-1913)                | Georges Ier, Roi des Hellènes (1845-1913)                |                                                          |                                                          |  |  |  |  |  |  |  |  |  |  |                                             |                                             | Alexandra de Danemark, Princesse de Danemark (1844-1925) | Alexandra de Danemark, Princesse de Danemark (1844-1925) | Alexandra de Danemark, Princesse de Danemark (1844-1925)                               | Alexandra de Danemark, Princesse de Danemark (1844-1925)                          | Alexandra de Danemark, Princesse de Danemark (1844-1925)                          | Alexandra de Danemark, Princesse de Danemark (1844-1925)                          |                                                                                   |                                                                                   |                                                                          |                                                                          |                                                                          |                                                                          | Édouard VII, Roi du Royaume-Uni de Grande-Bretagne et d'Irlande (1841-1910) | Édouard VII, Roi du Royaume-Uni de Grande-Bretagne et d'Irlande (1841-1910) | Édouard VII, Roi du Royaume-Uni de Grande-Bretagne et d'Irlande (1841-1910) | Édouard VII, Roi du Royaume-Uni de Grande-Bretagne et d'Irlande (1841-1910) | Édouard VII, Roi du Royaume-Uni de Grande-Bretagne et d'Irlande (1841-1910) | Édouard VII, Roi du Royaume-Uni de Grande-Bretagne et d'Irlande (1841-1910) |  |  |
|                                                                      |                                                                      |                                                                      |                                                                      |                                                                      |                                                                      |                                             |                                             |                                             |                                             |                                                                |                                                                |                                                                |                                                                |                                                                |                                                                |                                                          |                                                          |                                                          |                                                          |  |  |  |  |  |  |  |  |  |  |                                             |                                             |                                                          |                                                          |                                                                                        |                                                                                   |                                                                                   |                                                                                   |                                                                                   |                                                                                   |                                                                          |                                                                          |                                                                          |                                                                          |                                                                             |                                                                             |                                                                             |                                                                             |                                                                             |                                                                             |  |  |
|                                                                      |                                                                      |                                                                      |                                                                      |                                                                      |                                                                      | André de Grèce, Prince de Grèce (1882-1944) | André de Grèce, Prince de Grèce (1882-1944) | André de Grèce, Prince de Grèce (1882-1944) | André de Grèce, Prince de Grèce (1882-1944) | André de Grèce, Prince de Grèce (1882-1944)                    | André de Grèce, Prince de Grèce (1882-1944)                    |                                                                |                                                                | Alice de Battenberg, Princesse de Battenberg (1885-1969)       | Alice de Battenberg, Princesse de Battenberg (1885-1969)       | Alice de Battenberg, Princesse de Battenberg (1885-1969) | Alice de Battenberg, Princesse de Battenberg (1885-1969) | Alice de Battenberg, Princesse de Battenberg (1885-1969) | Alice de Battenberg, Princesse de Battenberg (1885-1969) |  |  |  |  |  |  |  |  |  |  | Mary de Teck, Princesse de Teck (1867-1953) | Mary de Teck, Princesse de Teck (1867-1953) | Mary de Teck, Princesse de Teck (1867-1953)              | Mary de Teck, Princesse de Teck (1867-1953)              | Mary de Teck, Princesse de Teck (1867-1953)                                            | Mary de Teck, Princesse de Teck (1867-1953)                                       |                                                                                   |                                                                                   | George V, Roi du Royaume-Uni de Grande-Bretagne et d'Irlande (1865-1936)          | George V, Roi du Royaume-Uni de Grande-Bretagne et d'Irlande (1865-1936)          | George V, Roi du Royaume-Uni de Grande-Bretagne et d'Irlande (1865-1936) | George V, Roi du Royaume-Uni de Grande-Bretagne et d'Irlande (1865-1936) | George V, Roi du Royaume-Uni de Grande-Bretagne et d'Irlande (1865-1936) | George V, Roi du Royaume-Uni de Grande-Bretagne et d'Irlande (1865-1936) |                                                                             |                                                                             |                                                                             |                                                                             |                                                                             |                                                                             |  |  |
|                                                                      |                                                                      |                                                                      |                                                                      |                                                                      |                                                                      | André de Grèce, Prince de Grèce (1882-1944) | André de Grèce, Prince de Grèce (1882-1944) | André de Grèce, Prince de Grèce (1882-1944) | André de Grèce, Prince de Grèce (1882-1944) | André de Grèce, Prince de Grèce (1882-1944)                    | André de Grèce, Prince de Grèce (1882-1944)                    |                                                                |                                                                | Alice de Battenberg, Princesse de Battenberg (1885-1969)       | Alice de Battenberg, Princesse de Battenberg (1885-1969)       | Alice de Battenberg, Princesse de Battenberg (1885-1969) | Alice de Battenberg, Princesse de Battenberg (1885-1969) | Alice de Battenberg, Princesse de Battenberg (1885-1969) | Alice de Battenberg, Princesse de Battenberg (1885-1969) |  |  |  |  |  |  |  |  |  |  | Mary de Teck, Princesse de Teck (1867-1953) | Mary de Teck, Princesse de Teck (1867-1953) | Mary de Teck, Princesse de Teck (1867-1953)              | Mary de Teck, Princesse de Teck (1867-1953)              | Mary de Teck, Princesse de Teck (1867-1953)                                            | Mary de Teck, Princesse de Teck (1867-1953)                                       |                                                                                   |                                                                                   | George V, Roi du Royaume-Uni de Grande-Bretagne et d'Irlande (1865-1936)          | George V, Roi du Royaume-Uni de Grande-Bretagne et d'Irlande (1865-1936)          | George V, Roi du Royaume-Uni de Grande-Bretagne et d'Irlande (1865-1936) | George V, Roi du Royaume-Uni de Grande-Bretagne et d'Irlande (1865-1936) | George V, Roi du Royaume-Uni de Grande-Bretagne et d'Irlande (1865-1936) | George V, Roi du Royaume-Uni de Grande-Bretagne et d'Irlande (1865-1936) |                                                                             |                                                                             |                                                                             |                                                                             |                                                                             |                                                                             |  |  |
|                                                                      |                                                                      |                                                                      |                                                                      |                                                                      |                                                                      |                                             |                                             |                                             |                                             |                                                                |                                                                |                                                                |                                                                |                                                                |                                                                |                                                          |                                                          |                                                          |                                                          |  |  |  |  |  |  |  |  |  |  |                                             |                                             |                                                          |                                                          |                                                                                        |                                                                                   |                                                                                   |                                                                                   |                                                                                   |                                                                                   |                                                                          |                                                                          |                                                                          |                                                                          |                                                                             |                                                                             |                                                                             |                                                                             |                                                                             |                                                                             |  |  |
|                                                                      |                                                                      |                                                                      |                                                                      |                                                                      |                                                                      |                                             |                                             |                                             |                                             | Philip Mountbatten, Prince de Grèce et de Danemark (1921-2021) | Philip Mountbatten, Prince de Grèce et de Danemark (1921-2021) | Philip Mountbatten, Prince de Grèce et de Danemark (1921-2021) | Philip Mountbatten, Prince de Grèce et de Danemark (1921-2021) | Philip Mountbatten, Prince de Grèce et de Danemark (1921-2021) | Philip Mountbatten, Prince de Grèce et de Danemark (1921-2021) |                                                          |                                                          |                                                          |                                                          |  |  |  |  |  |  |  |  |  |  |                                             |                                             |                                                          |                                                          | George VI, Roi du Royaume-Uni de Grande-Bretagne et d'Irlande du Nord (1895-1952)      | George VI, Roi du Royaume-Uni de Grande-Bretagne et d'Irlande du Nord (1895-1952) | George VI, Roi du Royaume-Uni de Grande-Bretagne et d'Irlande du Nord (1895-1952) | George VI, Roi du Royaume-Uni de Grande-Bretagne et d'Irlande du Nord (1895-1952) | George VI, Roi du Royaume-Uni de Grande-Bretagne et d'Irlande du Nord (1895-1952) | George VI, Roi du Royaume-Uni de Grande-Bretagne et d'Irlande du Nord (1895-1952) |                                                                          |                                                                          |                                                                          |                                                                          |                                                                             |                                                                             |                                                                             |                                                                             |                                                                             |                                                                             |  |  |
|                                                                      |                                                                      |                                                                      |                                                                      |                                                                      |                                                                      |                                             |                                             |                                             |                                             | Philip Mountbatten, Prince de Grèce et de Danemark (1921-2021) | Philip Mountbatten, Prince de Grèce et de Danemark (1921-2021) | Philip Mountbatten, Prince de Grèce et de Danemark (1921-2021) | Philip Mountbatten, Prince de Grèce et de Danemark (1921-2021) | Philip Mountbatten, Prince de Grèce et de Danemark (1921-2021) | Philip Mountbatten, Prince de Grèce et de Danemark (1921-2021) |                                                          |                                                          |                                                          |                                                          |  |  |  |  |  |  |  |  |  |  |                                             |                                             |                                                          |                                                          | George VI, Roi du Royaume-Uni de Grande-Bretagne et d'Irlande du Nord (1895-1952)      | George VI, Roi du Royaume-Uni de Grande-Bretagne et d'Irlande du Nord (1895-1952) | George VI, Roi du Royaume-Uni de Grande-Bretagne et d'Irlande du Nord (1895-1952) | George VI, Roi du Royaume-Uni de Grande-Bretagne et d'Irlande du Nord (1895-1952) | George VI, Roi du Royaume-Uni de Grande-Bretagne et d'Irlande du Nord (1895-1952) | George VI, Roi du Royaume-Uni de Grande-Bretagne et d'Irlande du Nord (1895-1952) |                                                                          |                                                                          |                                                                          |                                                                          |                                                                             |                                                                             |                                                                             |                                                                             |                                                                             |                                                                             |  |  |
|                                                                      |                                                                      |                                                                      |                                                                      |                                                                      |                                                                      |                                             |                                             |                                             |                                             |                                                                |                                                                |                                                                |                                                                |                                                                |                                                                |                                                          |                                                          |                                                          |                                                          |  |  |  |  |  |  |  |  |  |  |                                             |                                             |                                                          |                                                          | Élisabeth II, Reine du Royaume-Uni de Grande-Bretagne et d'Irlande du Nord (1926-2022) |                                                                                   |                                                                                   |                                                                                   |                                                                                   |                                                                                   |                                                                          |                                                                          |                                                                          |                                                                          |                                                                             |                                                                             |                                                                             |                                                                             |                                                                             |                                                                             |  |  |

Philip Mountbatten est aussi un cousin issu d'issus de germains de son épouse la reine Élisabeth II.
|                                          |                                          |                                          |                                          |                                          |                                          |                                                             |                                                             |                                                             |                                                             |                                                                |                                                                | Albert de Saxe-Cobourg-Gotha, Prince de Saxe-Cobourg et Gotha (1819-1861) | Albert de Saxe-Cobourg-Gotha, Prince de Saxe-Cobourg et Gotha (1819-1861) | Albert de Saxe-Cobourg-Gotha, Prince de Saxe-Cobourg et Gotha (1819-1861) | Albert de Saxe-Cobourg-Gotha, Prince de Saxe-Cobourg et Gotha (1819-1861) | Albert de Saxe-Cobourg-Gotha, Prince de Saxe-Cobourg et Gotha (1819-1861) | Albert de Saxe-Cobourg-Gotha, Prince de Saxe-Cobourg et Gotha (1819-1861) |                                                       |                                                       |  |  |  |  |  |  |  |  |  |  |                                             |                                             | Victoria, Reine du Royaume-Uni de Grande-Bretagne (1819-1901)               | Victoria, Reine du Royaume-Uni de Grande-Bretagne (1819-1901)               | Victoria, Reine du Royaume-Uni de Grande-Bretagne (1819-1901)                          | Victoria, Reine du Royaume-Uni de Grande-Bretagne (1819-1901)                          | Victoria, Reine du Royaume-Uni de Grande-Bretagne (1819-1901)                          | Victoria, Reine du Royaume-Uni de Grande-Bretagne (1819-1901)                          |                                                                                        |                                                                                        |                                                                          |                                                                          |                                                                          |                                                                          |                                                          |                                                          |                                                          |                                                          |                                                          |                                                          |  |  |
|                                          |                                          |                                          |                                          |                                          |                                          |                                                             |                                                             |                                                             |                                                             |                                                                |                                                                | Albert de Saxe-Cobourg-Gotha, Prince de Saxe-Cobourg et Gotha (1819-1861) | Albert de Saxe-Cobourg-Gotha, Prince de Saxe-Cobourg et Gotha (1819-1861) | Albert de Saxe-Cobourg-Gotha, Prince de Saxe-Cobourg et Gotha (1819-1861) | Albert de Saxe-Cobourg-Gotha, Prince de Saxe-Cobourg et Gotha (1819-1861) | Albert de Saxe-Cobourg-Gotha, Prince de Saxe-Cobourg et Gotha (1819-1861) | Albert de Saxe-Cobourg-Gotha, Prince de Saxe-Cobourg et Gotha (1819-1861) |                                                       |                                                       |  |  |  |  |  |  |  |  |  |  |                                             |                                             | Victoria, Reine du Royaume-Uni de Grande-Bretagne (1819-1901)               | Victoria, Reine du Royaume-Uni de Grande-Bretagne (1819-1901)               | Victoria, Reine du Royaume-Uni de Grande-Bretagne (1819-1901)                          | Victoria, Reine du Royaume-Uni de Grande-Bretagne (1819-1901)                          | Victoria, Reine du Royaume-Uni de Grande-Bretagne (1819-1901)                          | Victoria, Reine du Royaume-Uni de Grande-Bretagne (1819-1901)                          |                                                                                        |                                                                                        |                                                                          |                                                                          |                                                                          |                                                                          |                                                          |                                                          |                                                          |                                                          |                                                          |                                                          |  |  |
|                                          |                                          |                                          |                                          |                                          |                                          |                                                             |                                                             |                                                             |                                                             |                                                                |                                                                |                                                                           |                                                                           |                                                                           |                                                                           |                                                                           |                                                                           |                                                       |                                                       |  |  |  |  |  |  |  |  |  |  |                                             |                                             |                                                                             |                                                                             |                                                                                        |                                                                                        |                                                                                        |                                                                                        |                                                                                        |                                                                                        |                                                                          |                                                                          |                                                                          |                                                                          |                                                          |                                                          |                                                          |                                                          |                                                          |                                                          |  |  |
|                                          |                                          |                                          |                                          |                                          |                                          |                                                             |                                                             |                                                             |                                                             |                                                                |                                                                |                                                                           |                                                                           |                                                                           |                                                                           |                                                                           |                                                                           |                                                       |                                                       |  |  |  |  |  |  |  |  |  |  |                                             |                                             |                                                                             |                                                                             |                                                                                        |                                                                                        |                                                                                        |                                                                                        |                                                                                        |                                                                                        |                                                                          |                                                                          |                                                                          |                                                                          |                                                          |                                                          |                                                          |                                                          |                                                          |                                                          |  |  |
| Louis IV, Grand-Duc de Hesse (1837-1892) | Louis IV, Grand-Duc de Hesse (1837-1892) | Louis IV, Grand-Duc de Hesse (1837-1892) | Louis IV, Grand-Duc de Hesse (1837-1892) | Louis IV, Grand-Duc de Hesse (1837-1892) | Louis IV, Grand-Duc de Hesse (1837-1892) |                                                             |                                                             |                                                             |                                                             |                                                                |                                                                | Alice du Royaume-Uni, Princesse de Grande-Bretagne (1843-1878)            | Alice du Royaume-Uni, Princesse de Grande-Bretagne (1843-1878)            | Alice du Royaume-Uni, Princesse de Grande-Bretagne (1843-1878)            | Alice du Royaume-Uni, Princesse de Grande-Bretagne (1843-1878)            | Alice du Royaume-Uni, Princesse de Grande-Bretagne (1843-1878)            | Alice du Royaume-Uni, Princesse de Grande-Bretagne (1843-1878)            |                                                       |                                                       |  |  |  |  |  |  |  |  |  |  |                                             |                                             | Édouard VII, Roi du Royaume-Uni de Grande-Bretagne et d'Irlande (1841-1910) | Édouard VII, Roi du Royaume-Uni de Grande-Bretagne et d'Irlande (1841-1910) | Édouard VII, Roi du Royaume-Uni de Grande-Bretagne et d'Irlande (1841-1910)            | Édouard VII, Roi du Royaume-Uni de Grande-Bretagne et d'Irlande (1841-1910)            | Édouard VII, Roi du Royaume-Uni de Grande-Bretagne et d'Irlande (1841-1910)            | Édouard VII, Roi du Royaume-Uni de Grande-Bretagne et d'Irlande (1841-1910)            |                                                                                        |                                                                                        |                                                                          |                                                                          |                                                                          |                                                                          | Alexandra de Danemark, Princesse de Danemark (1844-1925) | Alexandra de Danemark, Princesse de Danemark (1844-1925) | Alexandra de Danemark, Princesse de Danemark (1844-1925) | Alexandra de Danemark, Princesse de Danemark (1844-1925) | Alexandra de Danemark, Princesse de Danemark (1844-1925) | Alexandra de Danemark, Princesse de Danemark (1844-1925) |  |  |
| Louis IV, Grand-Duc de Hesse (1837-1892) | Louis IV, Grand-Duc de Hesse (1837-1892) | Louis IV, Grand-Duc de Hesse (1837-1892) | Louis IV, Grand-Duc de Hesse (1837-1892) | Louis IV, Grand-Duc de Hesse (1837-1892) | Louis IV, Grand-Duc de Hesse (1837-1892) |                                                             |                                                             |                                                             |                                                             |                                                                |                                                                | Alice du Royaume-Uni, Princesse de Grande-Bretagne (1843-1878)            | Alice du Royaume-Uni, Princesse de Grande-Bretagne (1843-1878)            | Alice du Royaume-Uni, Princesse de Grande-Bretagne (1843-1878)            | Alice du Royaume-Uni, Princesse de Grande-Bretagne (1843-1878)            | Alice du Royaume-Uni, Princesse de Grande-Bretagne (1843-1878)            | Alice du Royaume-Uni, Princesse de Grande-Bretagne (1843-1878)            |                                                       |                                                       |  |  |  |  |  |  |  |  |  |  |                                             |                                             | Édouard VII, Roi du Royaume-Uni de Grande-Bretagne et d'Irlande (1841-1910) | Édouard VII, Roi du Royaume-Uni de Grande-Bretagne et d'Irlande (1841-1910) | Édouard VII, Roi du Royaume-Uni de Grande-Bretagne et d'Irlande (1841-1910)            | Édouard VII, Roi du Royaume-Uni de Grande-Bretagne et d'Irlande (1841-1910)            | Édouard VII, Roi du Royaume-Uni de Grande-Bretagne et d'Irlande (1841-1910)            | Édouard VII, Roi du Royaume-Uni de Grande-Bretagne et d'Irlande (1841-1910)            |                                                                                        |                                                                                        |                                                                          |                                                                          |                                                                          |                                                                          | Alexandra de Danemark, Princesse de Danemark (1844-1925) | Alexandra de Danemark, Princesse de Danemark (1844-1925) | Alexandra de Danemark, Princesse de Danemark (1844-1925) | Alexandra de Danemark, Princesse de Danemark (1844-1925) | Alexandra de Danemark, Princesse de Danemark (1844-1925) | Alexandra de Danemark, Princesse de Danemark (1844-1925) |  |  |
|                                          |                                          |                                          |                                          |                                          |                                          |                                                             |                                                             |                                                             |                                                             |                                                                |                                                                |                                                                           |                                                                           |                                                                           |                                                                           |                                                                           |                                                                           |                                                       |                                                       |  |  |  |  |  |  |  |  |  |  |                                             |                                             |                                                                             |                                                                             |                                                                                        |                                                                                        |                                                                                        |                                                                                        |                                                                                        |                                                                                        |                                                                          |                                                                          |                                                                          |                                                                          |                                                          |                                                          |                                                          |                                                          |                                                          |                                                          |  |  |
|                                          |                                          |                                          |                                          |                                          |                                          | Victoria de Hesse-Darmstadt, Princesse de Hesse (1863-1950) | Victoria de Hesse-Darmstadt, Princesse de Hesse (1863-1950) | Victoria de Hesse-Darmstadt, Princesse de Hesse (1863-1950) | Victoria de Hesse-Darmstadt, Princesse de Hesse (1863-1950) | Victoria de Hesse-Darmstadt, Princesse de Hesse (1863-1950)    | Victoria de Hesse-Darmstadt, Princesse de Hesse (1863-1950)    |                                                                           |                                                                           | Louis de Battenberg, Prince de Battenberg (1854-1921)                     | Louis de Battenberg, Prince de Battenberg (1854-1921)                     | Louis de Battenberg, Prince de Battenberg (1854-1921)                     | Louis de Battenberg, Prince de Battenberg (1854-1921)                     | Louis de Battenberg, Prince de Battenberg (1854-1921) | Louis de Battenberg, Prince de Battenberg (1854-1921) |  |  |  |  |  |  |  |  |  |  | Mary de Teck, Princesse de Teck (1867-1953) | Mary de Teck, Princesse de Teck (1867-1953) | Mary de Teck, Princesse de Teck (1867-1953)                                 | Mary de Teck, Princesse de Teck (1867-1953)                                 | Mary de Teck, Princesse de Teck (1867-1953)                                            | Mary de Teck, Princesse de Teck (1867-1953)                                            |                                                                                        |                                                                                        | George V, Roi du Royaume-Uni de Grande-Bretagne et d'Irlande (1865-1936)               | George V, Roi du Royaume-Uni de Grande-Bretagne et d'Irlande (1865-1936)               | George V, Roi du Royaume-Uni de Grande-Bretagne et d'Irlande (1865-1936) | George V, Roi du Royaume-Uni de Grande-Bretagne et d'Irlande (1865-1936) | George V, Roi du Royaume-Uni de Grande-Bretagne et d'Irlande (1865-1936) | George V, Roi du Royaume-Uni de Grande-Bretagne et d'Irlande (1865-1936) |                                                          |                                                          |                                                          |                                                          |                                                          |                                                          |  |  |
|                                          |                                          |                                          |                                          |                                          |                                          | Victoria de Hesse-Darmstadt, Princesse de Hesse (1863-1950) | Victoria de Hesse-Darmstadt, Princesse de Hesse (1863-1950) | Victoria de Hesse-Darmstadt, Princesse de Hesse (1863-1950) | Victoria de Hesse-Darmstadt, Princesse de Hesse (1863-1950) | Victoria de Hesse-Darmstadt, Princesse de Hesse (1863-1950)    | Victoria de Hesse-Darmstadt, Princesse de Hesse (1863-1950)    |                                                                           |                                                                           | Louis de Battenberg, Prince de Battenberg (1854-1921)                     | Louis de Battenberg, Prince de Battenberg (1854-1921)                     | Louis de Battenberg, Prince de Battenberg (1854-1921)                     | Louis de Battenberg, Prince de Battenberg (1854-1921)                     | Louis de Battenberg, Prince de Battenberg (1854-1921) | Louis de Battenberg, Prince de Battenberg (1854-1921) |  |  |  |  |  |  |  |  |  |  | Mary de Teck, Princesse de Teck (1867-1953) | Mary de Teck, Princesse de Teck (1867-1953) | Mary de Teck, Princesse de Teck (1867-1953)                                 | Mary de Teck, Princesse de Teck (1867-1953)                                 | Mary de Teck, Princesse de Teck (1867-1953)                                            | Mary de Teck, Princesse de Teck (1867-1953)                                            |                                                                                        |                                                                                        | George V, Roi du Royaume-Uni de Grande-Bretagne et d'Irlande (1865-1936)               | George V, Roi du Royaume-Uni de Grande-Bretagne et d'Irlande (1865-1936)               | George V, Roi du Royaume-Uni de Grande-Bretagne et d'Irlande (1865-1936) | George V, Roi du Royaume-Uni de Grande-Bretagne et d'Irlande (1865-1936) | George V, Roi du Royaume-Uni de Grande-Bretagne et d'Irlande (1865-1936) | George V, Roi du Royaume-Uni de Grande-Bretagne et d'Irlande (1865-1936) |                                                          |                                                          |                                                          |                                                          |                                                          |                                                          |  |  |
|                                          |                                          |                                          |                                          |                                          |                                          |                                                             |                                                             |                                                             |                                                             |                                                                |                                                                |                                                                           |                                                                           |                                                                           |                                                                           |                                                                           |                                                                           |                                                       |                                                       |  |  |  |  |  |  |  |  |  |  |                                             |                                             |                                                                             |                                                                             |                                                                                        |                                                                                        |                                                                                        |                                                                                        |                                                                                        |                                                                                        |                                                                          |                                                                          |                                                                          |                                                                          |                                                          |                                                          |                                                          |                                                          |                                                          |                                                          |  |  |
|                                          |                                          |                                          |                                          |                                          |                                          |                                                             |                                                             |                                                             |                                                             | Alice de Battenberg, Princesse de Battenberg (1885-1969)       | Alice de Battenberg, Princesse de Battenberg (1885-1969)       | Alice de Battenberg, Princesse de Battenberg (1885-1969)                  | Alice de Battenberg, Princesse de Battenberg (1885-1969)                  | Alice de Battenberg, Princesse de Battenberg (1885-1969)                  | Alice de Battenberg, Princesse de Battenberg (1885-1969)                  |                                                                           |                                                                           |                                                       |                                                       |  |  |  |  |  |  |  |  |  |  |                                             |                                             |                                                                             |                                                                             | George VI, Roi du Royaume-Uni de Grande-Bretagne et d'Irlande du Nord (1895-1952)      | George VI, Roi du Royaume-Uni de Grande-Bretagne et d'Irlande du Nord (1895-1952)      | George VI, Roi du Royaume-Uni de Grande-Bretagne et d'Irlande du Nord (1895-1952)      | George VI, Roi du Royaume-Uni de Grande-Bretagne et d'Irlande du Nord (1895-1952)      | George VI, Roi du Royaume-Uni de Grande-Bretagne et d'Irlande du Nord (1895-1952)      | George VI, Roi du Royaume-Uni de Grande-Bretagne et d'Irlande du Nord (1895-1952)      |                                                                          |                                                                          |                                                                          |                                                                          |                                                          |                                                          |                                                          |                                                          |                                                          |                                                          |  |  |
|                                          |                                          |                                          |                                          |                                          |                                          |                                                             |                                                             |                                                             |                                                             | Alice de Battenberg, Princesse de Battenberg (1885-1969)       | Alice de Battenberg, Princesse de Battenberg (1885-1969)       | Alice de Battenberg, Princesse de Battenberg (1885-1969)                  | Alice de Battenberg, Princesse de Battenberg (1885-1969)                  | Alice de Battenberg, Princesse de Battenberg (1885-1969)                  | Alice de Battenberg, Princesse de Battenberg (1885-1969)                  |                                                                           |                                                                           |                                                       |                                                       |  |  |  |  |  |  |  |  |  |  |                                             |                                             |                                                                             |                                                                             | George VI, Roi du Royaume-Uni de Grande-Bretagne et d'Irlande du Nord (1895-1952)      | George VI, Roi du Royaume-Uni de Grande-Bretagne et d'Irlande du Nord (1895-1952)      | George VI, Roi du Royaume-Uni de Grande-Bretagne et d'Irlande du Nord (1895-1952)      | George VI, Roi du Royaume-Uni de Grande-Bretagne et d'Irlande du Nord (1895-1952)      | George VI, Roi du Royaume-Uni de Grande-Bretagne et d'Irlande du Nord (1895-1952)      | George VI, Roi du Royaume-Uni de Grande-Bretagne et d'Irlande du Nord (1895-1952)      |                                                                          |                                                                          |                                                                          |                                                                          |                                                          |                                                          |                                                          |                                                          |                                                          |                                                          |  |  |
|                                          |                                          |                                          |                                          |                                          |                                          |                                                             |                                                             |                                                             |                                                             | Philip Mountbatten, Prince de Grèce et de Danemark (1921-2021) | Philip Mountbatten, Prince de Grèce et de Danemark (1921-2021) | Philip Mountbatten, Prince de Grèce et de Danemark (1921-2021)            | Philip Mountbatten, Prince de Grèce et de Danemark (1921-2021)            | Philip Mountbatten, Prince de Grèce et de Danemark (1921-2021)            | Philip Mountbatten, Prince de Grèce et de Danemark (1921-2021)            |                                                                           |                                                                           |                                                       |                                                       |  |  |  |  |  |  |  |  |  |  |                                             |                                             |                                                                             |                                                                             | Élisabeth II, Reine du Royaume-Uni de Grande-Bretagne et d'Irlande du Nord (1926-2022) | Élisabeth II, Reine du Royaume-Uni de Grande-Bretagne et d'Irlande du Nord (1926-2022) | Élisabeth II, Reine du Royaume-Uni de Grande-Bretagne et d'Irlande du Nord (1926-2022) | Élisabeth II, Reine du Royaume-Uni de Grande-Bretagne et d'Irlande du Nord (1926-2022) | Élisabeth II, Reine du Royaume-Uni de Grande-Bretagne et d'Irlande du Nord (1926-2022) | Élisabeth II, Reine du Royaume-Uni de Grande-Bretagne et d'Irlande du Nord (1926-2022) |                                                                          |                                                                          |                                                                          |                                                                          |                                                          |                                                          |                                                          |                                                          |                                                          |                                                          |  |  |